# Мост Портидж
Мост Портидж (Портаж), англ. Portage Bridge, фр. Pont du Portage — мост через реку Оттава ниже по течению от моста Шодьер. Соединяет столицу Канады город Оттава (в районе Веллингтон-стрит, сад Провинций и Территорий) с городом Гатино (Квебек), где переходит в бульвар Мезоннёв в месте его пересечения с улицей Лорье и бульваром Александра Таше в секторе Халл. Проходит через остров Виктория.
Мост сооружён по решению Национальной столичной комиссии и открыт в 1973 г. Назван в честь исторической дороги-волока (англ. и франц. portage) в обход Шодьерских водопадов и порогов, заканчивавшихся в месте, где сейчас расположен мост.
Непосредственно у моста, в Гатино, расположен комплекс правительственных небоскрёбов, носящих в память о прежних волоках (а также по ассоциации с мостом) названия Portage I, Portage II и т. д.